# 자우어 쿠텔른
자우어 쿠텔른(Saure Kutteln)은 슈바벤의 특산 음식으로, 바덴뷔르템베르크주의 슈바벤 지역과 호엔촐레른주 및 바덴에서 인기가 많다. 주로 빵이나 감자볶음과 함께 먹는다. 과거에는 양 위가 다른 고기보다 저렴하게 팔렸기 때문에 매우 경제적인 요리로 알려져 있었다. 오늘날에는 일상적인 요리라기보다는 미식 경험으로 여겨진다.
자우어 쿠텔른은 신맛이 나는 혹위를 의미한다. 이 요리는 세척하여 데친 혹위로 구성된다. 혹위는 얇게 썰어 약 한 시간 동안 루에 넣어 조리한다. 전통적인 양념으로는 월계수, 향나무속, 후추가 사용된다. 신맛은 식초 및 포도주를 첨가하여 낸다.
오스트리아에서는 비슷한 요리로 플렉수페 (양 위 수프)가 알려져 있다.